# Dejman
Dejman (od ang. day man) – członek załogi (pokładowej oraz maszynowej) statku zatrudniony w systemie dniówkowym (tzw. dejmanka), czyli niezatrudnionych w systemie wachtowym; kierownicy działów oraz kapitan nie są dejmanami z uwagi na nienormowany czas pracy.
Dejmanami nazywa się również marynarzy zatrudnionych czasowo w systemie dniówkowym, podczas pobytu statku w porcie, niebędący w praktyce członkiem załogi. Z tego też powodu nie jest wciągany na listę zaciągu załogi (musterrola); w tym sensie dejmanami mogą być członkowie wszystkich działów i na wszystkich stanowiskach.